# إحصائيات الدوري السعودي
الدوري السعودي لكرة القدم، يُعرف باسم دوري كأس الأمير محمد بن سلمان للمحترفين، وهنا قائمة تحتوي على جميع الهدافين، وأبطال الدوري السعودي، وإحصائيات أخرى منذ بداية إنشائه إلى موسم 2017–18.

## قائمة الأبطال
هذا ويختلف حول احتساب الدورة التصنيفية في الوسط الرياضي السعودي كبطولة دوري أم لا في ظل صمت الاتحاد السعودي وعدم تحديده لقائمة البطولات في موقعه الرسمي.

### أول بطول كرة قدم برعاية حكومية 1951
لعبت أول بطولة كرة قدم سعودية برعاية حكومية بنظام خروج المغلوب في عام 1951 بمسمى «كأس الأمير عبد الله الفيصل بن عبد العزيز آل سعود (وزير الداخلية آنذاك)» حيث قامت الجهة الرسمية المشرفة على كرة القدم في البلاد الإدارة العامة للرياضة والكشافة التابعة لوزارة الداخلية بتنظيم المسابقة قبل أن يتأسس الاتحاد السعودي لكرة القدم وأحرز البطولة نادي اتحاد جدة.
| الموسم | الفائز  | الوصيف | نتيجة المباراة النهائية |
| ------ | ------- | ------ | ----------------------- |
| 1951   | الاتحاد | الأهلي | 3–2                     |

### نظام المناطق بمسمى «الدوري السعودي العام على كأس الملك» (1957–1974)
يعتبرها الاتحاد السعودي لكرة القدم جزء من بطولات كأس الملك السعودي، وكانت تلعب المراحل الأولى منها بنظام دوري المناطق ما عدا 4 مواسم: 1966–67، 1967–68، 1968–1969، 1969–70 لعبت بنظام خروج المغلوب
| الموسم  | الفائز  | الوصيف  | نتيجة المباراة النهائية | الملعب         |
| ------- | ------- | ------- | ----------------------- | -------------- |
| 1957–58 | الوحدة  | الاتحاد | 4–0                     | الصبان، جدة    |
| 1958–59 | الاتحاد | الوحدة  | 1–1 (13–12 بالنقاط)     | الصبان، جدة    |
| 1959–60 | الاتحاد | الوحدة  | 2–1                     | الصبان، جدة    |
| 1960–61 | الاتحاد | الوحدة  | 3–0                     | الصبان، جدة    |
| 1961–62 | الهلال  | الوحدة  | 3–2                     | الصائغ، الرياض |
| 1962–63 | الأهلي  | الرياض  | 1–0                     | الصائغ، الرياض |
| 1963–64 | الاتحاد | الهلال  | 3–0                     | الصائغ، الرياض |
| 1964–65 | الهلال  | الاتحاد | 1–1 (2–0 ض.ج)           | الصائغ، الرياض |
| 1965–66 | الأهلي  | الاتفاق | 3–1                     | الصائغ، الرياض |
| 1966–67 | الوحدة  | الاتفاق | 2–0                     | الصائغ، الرياض |
| 1967–68 | الاتحاد | النصر   | 5–3                     | الصائغ، الرياض |
| 1968–69 | الاتفاق | الهلال  | 4–2                     | الصائغ، الرياض |
| 1969–70 | الأهلي  | الشباب  | 1–0                     | الملز، الرياض  |
| 1970–71 | الأهلي  | الوحدة  | 2–0                     | الملز، الرياض  |
| 1971–72 | الأهلي  | النصر   | 2–0                     | الملز، الرياض  |
| 1972–73 | الأهلي  | النصر   | 2–1                     | الملز، الرياض  |
| 1973–74 | النصر   | الأهلي  | 1–0                     | الملز، الرياض  |

### بطولة درع الدوري العام
خلال ال4 مواسم: 1966–67، 1967–68، 1968–69، 1969–70 اللتي لعبت فيها المراحل الأولى من كؤوس الملك بنظام خروج المغلوب بدلا من دوري المناطق، جرت محاولات لتنظيم بطولة جديدة ومستقلة خاصة بالدوري وهي الدوري العام ولكن لم تستكمل إلا مرة واحدة فقط من أصل 4 نسخ
أقيمت بطولة درع الدوري العام مرة واحدة موسم 1968–69
| الموسم  | الفائز | الوصيف  | ملاحظات                                                               |
| ------- | ------ | ------- | --------------------------------------------------------------------- |
| 1966–67 | ؟      | ؟       | لم يستكمل الدوري بسبب حرب 1967                                        |
| 1967–68 | ؟      | ؟       | لم يستكمل الدوري بسبب خلافات الأندية الرياضية مع وزارة العمل          |
| 1968–69 | الأهلي | الاتفاق | توج الأهلي بعد فوزه على الاتفاق في المباراة النهائية بهدف مقابل لاشيء |
| 1969–70 | ؟      | ؟       | ألغي الدوري بسبب مشاركة المنتخب السعودي في دورة الخليج                |

### الدوري التصنيفي 1974
أطلق الدوري التصنيفي في موسم 1974 وهو دوري نظم من قبل الاتحاد السعودي لكرة القدم، حيث كان يرغب الاتحاد السعودي لكرة القدم بتصنيف الأندية كدرجة ممتازة ودرجة أولى بحسب نتائجها بهذا الدوري، وقد حقق نادي النصر هذا الدوري
| الموسم  | الفائز | الوصيف | نتيجة المباراة النهائية |
| ------- | ------ | ------ | ----------------------- |
| 74–1975 | النصر  | الهلال | 1–3                     |

### الدوري المشترك
الدوري المشترك أقيم لموسم واحد فقط في عام 1982 بعد أن تم دمج أندية دوري الدرجة الممتازة مع دوري الدرجة الأولى في دوري واحد بسبب مشاركة المنتخب السعودي في تصفيات كأس العالم 1982 وكان هذا آخر موسم للدوري بمشاركة اللاعبين الأجانب ولم يشارك اللاعبين الدوليين في فترات طويلة من هذا الموسم
| الموسم  | الفائز  | الوصيف | ملاحظات                                                                       |
| ------- | ------- | ------ | ----------------------------------------------------------------------------- |
| 1981–82 | الاتحاد | الشباب | حقق الاتحاد البطولة بعد فوزة على الشباب في المباراة النهائية بهدف مقابل لاشيء |

### الدوري الممتاز نظام النقاط (1976–1990)
يعتبرها الاتحاد السعودي لكرة القدم البداية الرسمية والمعترف بها لبطولة الدوري
| الموسم  | الفائز  | الوصيف  | ملاحظات |
| ------- | ------- | ------- | --- |
| 1975–76 | ؟       | ؟       | لعبت 4 جولات فقط بتصدر الهلال ووصافة الأهلي ثم ألغي الدوري بسبب استضافة المنتخب لكأس الصداقة الدولي للشهيد الملك فيصل، ثم المشاركة بكأس الخليج الرابعة 1976 |
| 1976–77 | الهلال  | النصر   | |
| 1977–78 | الأهلي  | النصر   | |
| 1978–79 | الهلال  | النصر   | |
| 1979–80 | النصر   | الهلال  | |
| 1980–81 | النصر   | الهلال  | |
| 1981–82 | ؟       | ؟       | ألغي الدوري الممتاز بسبب مشاركة المنتخب السعودي في تصفيات كأس العالم 1982                                                                                   |
| 1982–83 | الاتفاق | الهلال  | |
| 1983–84 | الأهلي  | الاتحاد | |
| 1984–85 | الهلال  | الشباب  | |
| 1985–86 | الهلال  | الاتحاد | نظام مجموعات |
| 1986–87 | الاتفاق | الهلال  | |
| 1987–88 | الهلال  | الاتفاق | |
| 1988–89 | النصر   | الشباب  | |
| 1989–90 | الهلال  | الأهلي  | |

### نظام المربع الذهبي (1991–2007)
| الموسم    | البطل   | الوصيف  | نتيجة المباراة النهائية   | متصدر الدوري | ملاحظات                                                                    |
| --------- | ------- | ------- | ------------------------- | ------------ | -------------------------------------------------------------------------- |
| 1990–91   | الشباب  | النصر   | 0–1                       | الشباب       | توقف الدوري في هذا الموسم بسبب أحداث حرب الخليج الثانية ثم إستكمل بعد ذلك. |
| 1991–92   | الشباب  | الاتفاق | 1–1 (12–0 بضربات الترجيح) | الأهلي       |                                                                            |
| 1992–93   | الشباب  | الهلال  | 1–1 (4–5 بضربات الترجيح)  | الهلال       |                                                                            |
| 1993–94   | النصر   | الرياض  | 0–1                       | الهلال       |                                                                            |
| 1994–95   | النصر   | الهلال  | 1–3                       | الهلال       |                                                                            |
| 1995–96   | الهلال  | الأهلي  | 1–2                       | الاتحاد      |                                                                            |
| 1996–97   | الاتحاد | الهلال  | 0–2                       | الاتحاد      |                                                                            |
| 1997–98   | الهلال  | الشباب  | 2–3                       | الهلال       |                                                                            |
| 1998–99   | الاتحاد | الأهلي  | 0–1                       | الهلال       |                                                                            |
| 1999–2000 | الاتحاد | الأهلي  | 1–2                       | الاتحاد      |                                                                            |
| 2000–01   | الاتحاد | النصر   | 0–1                       | الأهلي       |                                                                            |
| 2001–02   | الهلال  | الاتحاد | 1–2                       | الهلال       |                                                                            |
| 2002–03   | الاتحاد | الأهلي  | 2–3                       | الاتحاد      |                                                                            |
| 2003–04   | الشباب  | الاتحاد | 0–1                       | الاتحاد      |                                                                            |
| 2004–05   | الهلال  | الشباب  | 0–1                       | الشباب       |                                                                            |
| 2005–06   | الشباب  | الهلال  | 0–3                       | الشباب       |                                                                            |
| 2006–07   | الاتحاد | الهلال  | 1–2                       | الهلال       |                                                                            |

### نظام النقاط (2007 – الآن)
| الموسم الأخير | الفائز  | الوصيف  | ملاحظات                            |
| ------------- | ------- | ------- | ---------------------------------- |
| 2007–08       | الهلال  | الاتحاد |                                    |
| 2008–09       | الاتحاد | الهلال  | بداية دوري المحترفين في هذا الموسم |
| 2009–10       | الهلال  | الاتحاد |                                    |
| 2010–11       | الهلال  | الاتحاد |                                    |
| 2011–12       | الشباب  | الأهلي  |                                    |
| 2012–13       | الفتح   | الهلال  |                                    |
| 2013–14       | النصر   | الهلال  |                                    |
| 2014–15       | النصر   | الأهلي  |                                    |
| 2015–16       | الأهلي  | الهلال  |                                    |
| 2016–17       | الهلال  | الأهلي  |                                    |
| 2017–18       | الهلال  | الأهلي  |                                    |
| 2018–19       | النصر   | الهلال  |                                    |

## سجل ابطال الدوري
| #  | موسم    | البطل   | الوصيف  |
| -- | ------- | ------- | ------- |
| 1  | 1976–77 | الهلال  | النصر   |
| 2  | 1977–78 | الأهلي  | النصر   |
| 3  | 1978–79 | الهلال  | النصر   |
| 4  | 1979–80 | النصر   | الهلال  |
| 5  | 1980–81 | النصر   | الهلال  |
| 6  | 1981–82 | الاتحاد | الشباب  |
| 7  | 1982–83 | الاتفاق | الهلال  |
| 8  | 1983–84 | الأهلي  | الاتحاد |
| 9  | 1984–85 | الهلال  | الشباب  |
| 10 | 1985–86 | الهلال  | الاتحاد |
| 11 | 1986–87 | الاتفاق | الهلال  |
| 12 | 1987–88 | الهلال  | الاتفاق |
| 13 | 1988–89 | النصر   | الشباب  |
| 14 | 1989–90 | الهلال  | الأهلي  |
| 15 | 1990–91 | الشباب  | النصر   |
| 16 | 1991–92 | الشباب  | الاتفاق |
| 17 | 1992–93 | الشباب  | الهلال  |
| 18 | 1993–94 | النصر   | الرياض  |
| 19 | 1994–95 | النصر   | الهلال  |
| 20 | 1995–96 | الهلال  | الأهلي  |

| #  | موسم    | البطل   | الوصيف  |
| -- | ------- | ------- | ------- |
| 21 | 1996–97 | الاتحاد | الهلال  |
| 22 | 1997–98 | الهلال  | الشباب  |
| 23 | 1998–99 | الاتحاد | الأهلي  |
| 24 | 1999–00 | الاتحاد | الأهلي  |
| 25 | 2000–01 | الاتحاد | النصر   |
| 26 | 2001–02 | الهلال  | الاتحاد |
| 27 | 2002–03 | الاتحاد | الأهلي  |
| 28 | 2003–04 | الشباب  | الاتحاد |
| 29 | 2004–05 | الهلال  | الشباب  |
| 30 | 2005–06 | الشباب  | الهلال  |
| 31 | 2006–07 | الاتحاد | الهلال  |
| 32 | 2007–08 | الهلال  | الاتحاد |
| 33 | 2008–09 | الاتحاد | الهلال  |
| 34 | 2009–10 | الهلال  | الاتحاد |
| 35 | 2010–11 | الهلال  | الاتحاد |
| 36 | 2011–12 | الشباب  | الأهلي  |
| 37 | 2012–13 | الفتح   | الهلال  |
| 38 | 2013–14 | النصر   | الهلال  |
| 39 | 2014–15 | النصر   | الأهلي  |
| 40 | 2015–16 | الأهلي  | الهلال  |

| #  | موسم    | البطل  | الوصيف |
| -- | ------- | ------ | ------ |
| 41 | 2016–17 | الهلال | الأهلي |
| 42 | 2017–18 | الهلال | الأهلي |
| 43 | 2018–19 | النصر  | الهلال |
| 44 | 2019–20 | الهلال | النصر  |

## عدد مرات الفوز بالبطولة والوصافة

### سجل الألقاب بحسب بداية الدوري الممتاز 1974
سجل الألقاب بحسب البداية الفعلية والاستمرارية للدوري السعودي من قبل الاتحاد السعودي لكرة القدم في عام 1974
| نادي    | البطل | الوصيف | مواسم البطولة | مواسم الوصافة |
| ------- | ----- | ------ | --- | --- |
| الهلال  | 21    | 13     | 1976–77 ، 1978–79 ، 1984–85، 1985–86، 1987–88، 1989–90، 1995–96، 1997–98، 2001–02، 2004–05، 2007–08، 2009–10، 2010–11، 2016–17، 2017–18، 2019–20 | 1979–80، 1980–81، 1982–83 ، 1986–87 ، 1992–93 ، 1994–95، 1996–97، 2005–06، 2006–07 ، 2008–09، 2012–13، 2013–14، 2015–16 |
| النصر   | 10    | 7      | 1974–75، 1979–80، 1980–81، 1988–89، 1993–94 ، 1994–95 ، 2013–14، 2014–15 ، 2017–18                                                               | 1976–77، 1977–78، 1978–79، 1990–91، 2000–01                                                                             |
| الاتحاد | 14    | 8      | 1981–82 1996–97 ، 1998–99، 1999–2000، 2000–01 ، 2002–03، 2006–07، 2008–09                                                                        | 1983–84، 1985–86، 2001–02، 2003–04، 2007–08، 2009–10، 2010–11                                                           |
| الشباب  | 6     | 4      | 1990–91، 1991–92، 1992–93، 2003–04، 2005–06، 2011–12                                                                                             | 1984–85، 1988–89، 1998–99، 2004–05                                                                                      |
| الأهلي  | 9     | 7      | 1977–78، 1983–84، 2015–16 | 1987–88، 1991–92 |
| الاتفاق | 2     | 2      | 1982–83، 1986–87 | 1987–88، 1991–92 |
| الفتح   | 1     | 0      | 2012–13 | صفر |
| الرياض  | 0     | 1      | صفر | 1993–94 |

### مجموع الألقاب التي فازت بها المدن منذ 1974
| المدينة | عدد الألقاب | الأندية                            |
| ------- | ----------- | ---------------------------------- |
| الرياض  | 31          | الهلال (16)، النصر (9)، الشباب (6) |
| جدة     | 11          | الاتحاد (8)، الأهلي (3)            |
| الدمام  | 2           | الاتفاق (2)                        |
| الأحساء | 1           | الفتح (1)                          |

### سجل القاب بطولات الدوري السعودي من موسم1951إلى2018
عدد مرات الفوز بالبطولات بنظام أو مسمى الدوري في السعودية سواء كانت من تنظيم الاتحاد السعودي لكرة القدم أو قبل تأسيسه، سواء كانت تعتبر جزء من كأس الملك أو بطولات مستقلة بمفردها أو جزء من الدوري الممتاز، وهذه قائمة الأبطال الغير معترف فيها من قبل اتحاد الكرة المحلي لمسابقات تحمل أسماء مختلفة «كأس الأمير عبد الله الفيصل، الدوري العام على كأس الملك، درع الدوري العام، الدوري التصنيفي، الدوري الممتاز، الدوري المشترك، الدوري الممتاز، دوري كأس خادم الحرمين الشريفين لأندية الدرجة الممتازة، الدوري السعودي الممتاز، دوري المحترفين السعودي»
- ملاحظة: الاتحاد السعودي لكرة القدم يعتبر البداية الرسمية للدوري عام 1974.

| نادي    | البطل | الوصيف | مواسم البطولة | مواسم الوصافة |
| ------- | ----- | ------ | --- | --- |
| الهلال  | 17    | 16     | 1961–62، 1964–65، 1976–77 ، 1978–79 ، 1984–85، 1985–86، 1987–88، 1989–90، 1995–96، 1997–98، 2001–02، 2004–05، 2007–08، 2009–10، 2010–11، 2016–17، 2017–18 | 1963–64، 1968–69، 1974–75، 1979–80، 1980–81، 1982–83 ، 1986–87 ، 1992–93 ، 1994–95، 1996–97، 2005–06، 2006–07 ، 2008–09، 2012–13، 2013–14، 2015–16 |
| الاتحاد | 14    | 9      | 1950–51، 1958–59، 1959–60، 1960–61، 1963–64، 1967–68، 1981–82، 1996–97 ، 1998–99، 1999–2000، 2000–01 ، 2002–03، 2006–07، 2008–09                          | 1957–58، 1964–65، 1983–84، 1985–86، 2001–02، 2003–04، 2007–08، 2009–10، 2010–11                                                                    |
| الأهلي  | 10    | 11     | 1965–66، 1966–67، 1968–69، 1969–70، 1970–71، 1971–72، 1972–73، 1977–78، 1983–84، 2015–16                                                                  | 1950–51، 1973–74، 1989–90، 1995–96، 1998–99، 1999–2000 ، 2002–03 ، 2011–12، 2014–15، 2016–17، 2017–18                                              |
| النصر   | 10    | 8      | 1973–74، 1974–75، 1979–80، 1980–81، 1988–89، 1993–94 ، 1994–95 ، 2013–14، 2014–15 ، 2018–19                                                               | 1967–68، 1971–72، 1972–73، 1976–77، 1977–78، 1978–79 ، 1990–91 ، 2000–01                                                                           |
| الشباب  | 6     | 6      | 1990–91، 1991–92، 1992–93، 2003–04، 2005–06، 2011–12 | 1969–70، 1981–82، 1984–85، 1988–89، 1998–99، 2004–05                                                                                               |
| الاتفاق | 3     | 5      | 1968–69، 1982–83، 1986–87 | 1964–65، 1966–67، 1968–69، 1987–88، 1991–92 |
| الوحدة  | 2     | 5      | 58–1957، 67–1966 | 59–1958، 60–1959، 61–1960، 62–1961، 71–1970 |
| الفتح   | 1     | 0      | 2012–13 | صفر |
| الرياض  | 0     | 2      | صفر | 63–1962، 1993–94 |

### توزيع الألقاب بحسب كل مدينة منذ 1950
| المدينة                 | البطل     |
| ----------------------- | --------- |
| أندية مدينة الرياض      | 32        |
| أندية مدينة جدة         | 24        |
| أندية مدينة الدمام      | 3         |
| أندية مدينة مكة المكرمة | مرتين     |
| أندية مدينة الأحساء     | مرة واحدة |

## قائمة الهدافين
| الموسم  | البلد               | الهدّاف                     | النادي         | الأهداف    |
| 1974–75 | السعودية            | محمد سعد العبدلي           | النصر          | 13         |
| 1976–77 | السعودية            | ناصر عيد                   | القادسية       | 12         |
| 1977–78 | السعودية            | معتمد خوجلي                | الأهلي         | 14         |
| 1978–79 | السعودية            | ماجد عبد الله              | النصر          | 13         |
| 1979–80 | السعودية            | ماجد عبد الله              | النصر          | 17         |
| 1980–81 | السعودية            | ماجد عبد الله              | النصر          | 21         |
| 1981–82 | السعودية            | خالد المعجل                | الشباب         | 22         |
| 1982–83 | السعودية            | ماجد عبد الله              | النصر          | 14         |
| 1983–84 | السعودية            | حسام أبو داود              | الأهلي         | 14         |
| 1984–85 | السعودية            | هذال الدوسري               | الهلال         | 15         |
| 1985–86 | السعودية            | ماجد عبد الله              | النصر          | 15         |
| 1986–87 | السعودية            | محمد السويد                | الاتحاد        | 17         |
| 1987–88 | السعودية            | خالد المعجل                | الشباب         | 12         |
| 1988–89 | السعودية            | ماجد عبد الله              | النصر          | 19         |
| 1989–90 | السعودية            | سامي الجابر                | الهلال         | 16         |
| 1990–91 | السعودية            | فهد المهلل                 | الشباب         | 20         |
| 1991–92 | السعودية            | سعيد العويران              | الشباب         | 16         |
| 1992–93 | السعودية            | سامي الجابر                | الهلال         | 18         |
| 1993–94 | السنغال             | موسى نضاو                  | الهلال         | 15         |
| 1994–95 | السعودية            | فهد الحمدان                | الرياض         | 15         |
| 1995–96 | غانا                | أوهين كينيدي               | النصر          | 14         |
| 1996–97 | المغرب              | أحمد بهجا                  | الاتحاد        | 21         |
| 1997–98 | السعودية            | سليمان الحديثي             | النجمة         | 15         |
| 1998–99 | السعودية            | عبيد الدوسري               | الوحدة         | 20         |
| 1999–00 | السعودية            | حمزة إدريس                 | الاتحاد        | 33         |
| 2000–01 | أنغولا              | باولو دا سيلفا             | الاتفاق        | 13         |
| 2001–02 | السنغال             | داين فالي                  | الرياض         | 10         |
| 2002–03 | الإكوادور           | كارلوس تينوريو             | النصر          | 15         |
| 2003–04 | غانا                | غودوين أترام               | الشباب         | 15         |
| 2004–05 | البرازيل            | سيرجيو ريكاردو             | الاتحاد        | 15         |
| 2005–06 | السعودية            | عيسى المحياني              | الوحدة         | 16         |
| 2006–07 | غانا                | غودوين أترام               | الشباب         | 13         |
| 2007–08 | السعودية            | ناصر الشمراني              | الشباب         | 18         |
| 2008–09 | السعودية · المغرب   | ناصر الشمراني هشام بوشروان | الشباب الاتحاد | 12         |
| 2009–10 | السعودية            | محمد الشلهوب               | الهلال         | 12         |
| 2010–11 | السعودية            | ناصر الشمراني              | الشباب         | 17         |
| 2011–12 | السعودية · البرازيل | ناصر الشمراني فيكتور سيموس | الشباب الأهلي  | 21         |
| 2012–13 | الأرجنتين           | سبيستيان تيجالي            | الشباب         | 19         |
| 2013–14 | السعودية            | ناصر الشمراني              | الهلال         | 21         |
| 2014–15 | سوريا               | عمر السومة                 | الأهلي         | 22         |
| 2015–16 | سوريا               | عمر السومة                 | الأهلي         | 27         |
| 2016–17 | سوريا               | عمر السومة                 | الأهلي         | 24         |
| 2017–18 | تشيلي               | روني فرنانديز              | الفيحاء        | 13         |
| 2018–19 | المغرب              | عبد الرزاق حمد الله        | النصر          | 34 (قياسي) |
| 2019–20 | المغرب              | عبد الرزاق حمد الله        | النصر          | 29         |
| 2020–21 | فرنسا               | بافيتيمبي غوميز            | الهلال         | 24         |